# ママ・アダマ・カマラ
ママ・アダマ・カマラ（Mama Adama Camara, 1955年 - ）は、ギニアのコナクリ出身の歌手、ダンサー。
11歳よりダンスを始め、ギニア国立バレエ団の一員として1969年から1987年までの間世界中で公演を行った。1991年からはヨーロッパでダンスの講師を務めており、ロラン・シュヴァリエ監督による映画ジャンベフォラ~聖なる帰郷~の撮影で知り合ったママディ・ケイタと共にセワ・カンのメンバーとして公演を行っている。